# Рыжая белка
Рыжая белка или  рыжая кустарниковая белка(лат. Paraxerus palliatus) — вид грызунов из семейства беличьих. Тесно связан с Paraxerus vexillarius и Paraxerus vincenti.

## Распространение и среда обитания
Paraxerus palliatus встречается в Сомали, Кении, Танзании, Малави, Мозамбике, Зимбабве и Южной Африке. Естественной средой обитания этого вида является субтропический и тропический сухой или влажный низменный лес, а также субтропический и тропический сухой кустарник.

## Описание
Длина Paraxerus palliatus варьируется от 19 до 23 см, длина хвоста от 15 до 20 см. Вес от 250 до 340 г. Самцы и самки не отличаются размерами. Острые изогнутые когти позволяют им перемещаться по большим деревьям, ветвям и стенам зданий.

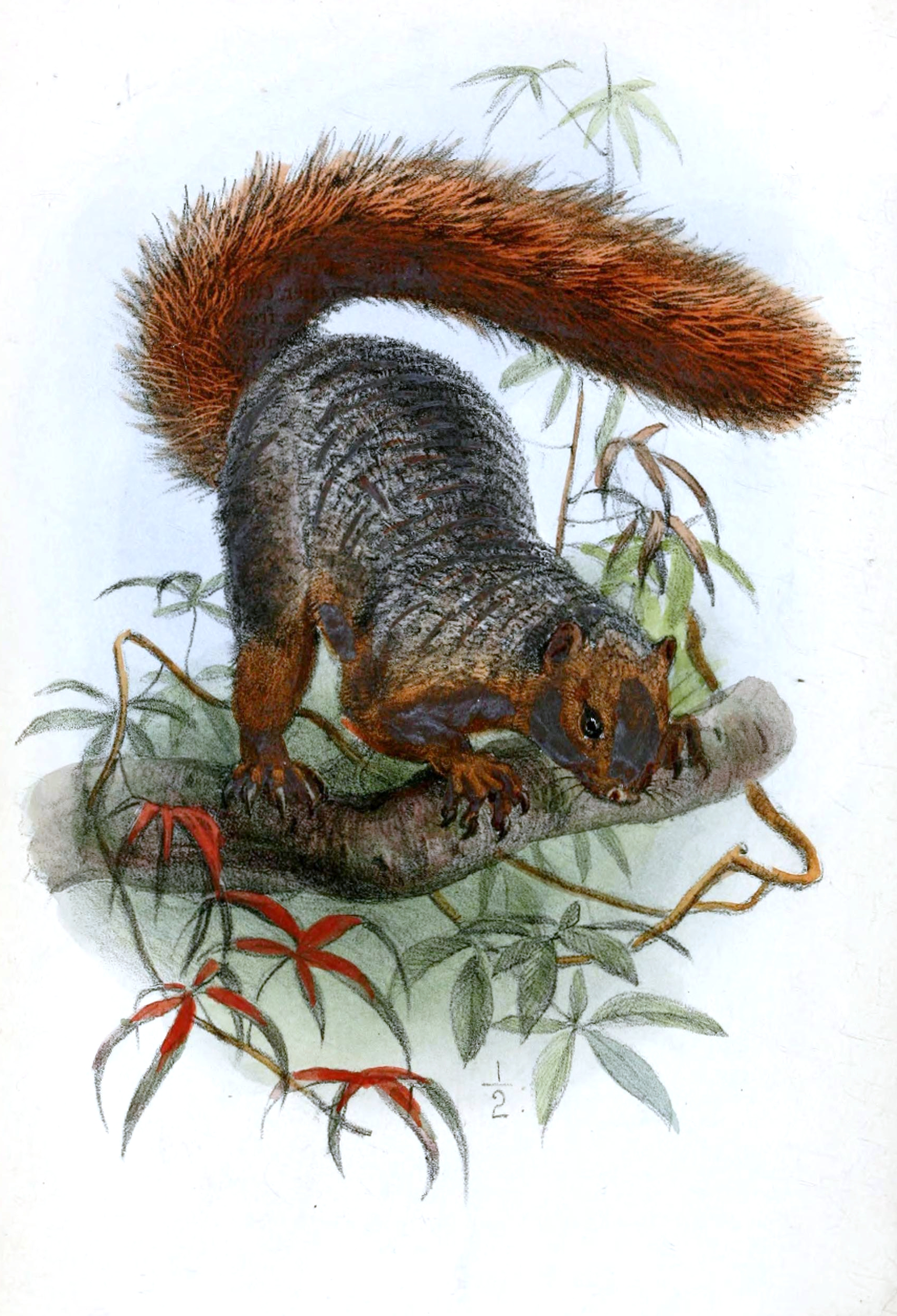
Paraxerus palliatus ornatus

## Подвиды
На данный момент известно 7-8 подвидов Paraxerus palliatus:
- Paraxerus palliatus palliatus Peters, 1852
- Paraxerus palliatus bridgemani Dollman, 1914
- Paraxerus palliatus frerei Gray, 1873

- Paraxerus palliatus ornatus Gray, 1864 — обитает в лесу в Квазулу-Натал, Южная Африка[6].
- Paraxerus palliatus sponsus Thomas & Wroughton, 1907
- Paraxerus palliatus swynnertoni Thomas & Wroughton, 1907 — обитает в лесу в Зимбабве[7].
- Paraxerus palliatus tanae Neumann, 1902
- Paraxerus palliatus vincenti — иногда его отмечают как отдельный вид, обитает на горе Намули[англ.], Мозамбик[8].